# Campionati del mondo under 20 di atletica leggera
I campionati del mondo under 20 di atletica leggera (nome ufficiale in inglese World Athletics U20 Championships) sono una competizione internazionale di atletica leggera organizzata dalla World Athletics e riservata ad atleti della categoria under 20.
La manifestazione ha cadenza biennale e si svolge negli anni pari. La prima edizione si è tenuta nel 1986 ad Atene, in Grecia. Fino all'edizione del 2014 erano noti come campionati del mondo juniores di atletica leggera (nome ufficiale in inglese IAAF World Juniores Championships in Athletics).
Per i ragazzi al di sotto dei 18 anni la stessa World Athletics in passato organizzava i campionati del mondo under 18 di atletica leggera (World Athletics U18 Championships).

## Edizioni
| Edizione | Anno | Città             | Nazione       | Data                 | Sede                                 |
| -------- | ---- | ----------------- | ------------- | -------------------- | ------------------------------------ |
| 1        | 1986 | Atene             | Grecia        | 16 - 20 luglio       | Stadio olimpico Spyros Louīs         |
| 2        | 1988 | Sudbury           | Canada        | 27 - 31 luglio       | Laurentian University Stadium        |
| 3        | 1990 | Plovdiv           | Bulgaria      | 8 - 12 agosto        | Deveti Septemvri Stadium             |
| 4        | 1992 | Seul              | Corea del Sud | 16 - 20 settembre    | Stadio Olimpico                      |
| 5        | 1994 | Lisbona           | Portogallo    | 20 - 24 luglio       | Stadio Universitario                 |
| 6        | 1996 | Sydney            | Australia     | 20 - 25 agosto       | Sydney International Athletic Centre |
| 7        | 1998 | Annecy            | Francia       | 28 luglio - 2 agosto | Parc des Sports                      |
| 8        | 2000 | Santiago del Cile | Cile          | 17 - 22 ottobre      | Stadio Nazionale del Cile            |
| 9        | 2002 | Kingston          | Giamaica      | 16 - 21 luglio       | Independence Park                    |
| 10       | 2004 | Grosseto          | Italia        | 12 - 18 luglio       | Stadio Olimpico Carlo Zecchini       |
| 11       | 2006 | Pechino           | Cina          | 15 - 20 agosto       | Chaoyang Sport Centre                |
| 12       | 2008 | Bydgoszcz         | Polonia       | 8 - 13 luglio        | Stadio Zdzisław Krzyszkowiak         |
| 13       | 2010 | Moncton           | Canada        | 19 - 25 luglio       | Moncton Stadium                      |
| 14       | 2012 | Barcellona        | Spagna        | 10 - 15 luglio       | Stadio olimpico Lluís Companys       |
| 15       | 2014 | Eugene            | Stati Uniti   | 22 - 27 luglio       | Hayward Field                        |
| 16       | 2016 | Bydgoszcz         | Polonia       | 19 - 24 luglio       | Stadio Zdzisław Krzyszkowiak         |
| 17       | 2018 | Tampere           | Finlandia     | 10 - 15 luglio       | Tampereen stadion                    |
| 18       | 2021 | Nairobi           | Kenya         | 17 - 22 agosto       | Moi International Sports Centre      |
| 19       | 2022 | Cali              | Colombia      | 1º - 6 agosto        | Stadio olimpico Pascual Guerrero     |
| 20       | 2024 | Lima              | Perù          | 26 - 31 agosto       | Estadio Atlético de la VIDENA        |
| 21       | 2026 | Eugene            | Stati Uniti   |                      | Hayward Field                        |

## Record dei campionati

### Maschili
Statistiche aggiornate a Cali 2022.
| 100 m piani                 | 9"91 (+0,8 m/s) | Letsile Tebogo                                                               | Botswana      | 2 agosto 2022     | Cali, Colombia                |                    |        |             |         |
| 200 m piani                 | 19"96 (-1,0 m/s) | Blessing Afrifah                                                             | Israele       | 4 agosto 2022     | Cali, Colombia                |                    |        |             |         |
| 200 m piani                 | 19"96 (-1,0 m/s) | Letsile Tebogo                                                               | Botswana      | 4 agosto 2022     | Cali, Colombia                |                    |        |             |         |
| 400 m piani                 | 44"58 | Anthony Pesela                                                               | Botswana      | 21 agosto 2021    | Nairobi, Kenya                |                    |        |             |         |
| 800 m piani                 | 1'43"76 | Emmanuel Wanyonyi                                                            | Kenya         | 22 agosto 2021    | Nairobi, Kenya                |                    |        |             |         |
| 1500 m piani                | 3'35"53 | Abdalaati Iguider                                                            | Marocco       | 15 luglio 2004    | Grosseto, Italia              |                    |        |             |         |
| 3000 m piani                | 7'42"09 | Tadese Worku                                                                 | Etiopia       | 18 agosto 2021    | Nairobi, Kenya                |                    |        |             |         |
| 5000 m piani                | 13'08"57 | Abreham Cherkos                                                              | Etiopia       | 13 luglio 2008    | Bydgoszcz, Polonia            |                    |        |             |         |
| 10000 m piani               | 27'21"08 | Rhonex Kipruto                                                               | Kenya         | 10 luglio 2018    | Tampere, Finlandia            |                    |        |             |         |
| 110 m ostacoli (99,0 cm)    | 12"72 (+1,0 m/s) | Sasha Zhoya                                                                  | Francia       | 21 agosto 2021    | Nairobi, Kenya                |                    |        |             |         |
| 400 m ostacoli              | 48"51 | Kerron Clement                                                               | Stati Uniti   | 16 luglio 2004    | Grosseto, Italia              |                    |        |             |         |
| 3000 m siepi                | 8'06"10 | Conseslus Kipruto                                                            | Kenya         | 15 luglio 2012    | Barcellona, Spagna            |                    |        |             |         |
| Salto in alto               | 2,37 m | Dragutin Topić                                                               | Jugoslavia    | 12 agosto 1990    | Plovdiv, Bulgaria             |                    |        |             |         |
| Salto in alto               | 2,37 m | Steve Smith                                                                  | Regno Unito   | 20 settembre 1992 | Seul, Corea del Sud           |                    |        |             |         |
| Salto con l'asta            | 5,82 m | Armand Duplantis                                                             | Svezia        | 14 luglio 2018    | Tampere, Finlandia            |                    |        |             |         |
| Salto in lungo              | 8,20 m (+1,4 m/s) | James Stallworth                                                             | Stati Uniti   | 9 agosto 1990     | Plovdiv, Bulgaria             |                    |        |             |         |
| Salto triplo                | 17,15 m (-0,4 m/s) | Jordan Díaz                                                                  | Cuba          | 14 luglio 2018    | Tampere, Finlandia            |                    |        |             |         |
| Getto del peso (6 kg)       | 22,20 m | Jacko Gill                                                                   | Nuova Zelanda | 11 luglio 2012    | Barcellona, Spagna            |                    |        |             |         |
| Lancio del disco (1,750 kg) | 69,81 m | Mykolas Alekna                                                               | Lituania      | 22 agosto 2021    | Nairobi, Kenya                |                    |        |             |         |
| Lancio del martello (6 kg)  | 85,57 m | Ashraf Amgad El-Seify                                                        | Qatar         | 14 luglio 2012    | Barcellona, Spagna            |                    |        |             |         |
| Lancio del giavellotto      | 86,48 m | Neeraj Chopra                                                                | India         | 23 luglio 2016    | Bydgoszcz, Polonia            |                    |        |             |         |
| Decathlon (under 20)        | 8 190 punti | Ashley Moloney                                                               | Australia     | 10-11 luglio 2018 | Tampere, Finlandia            |                    |        |             |         |
| Decathlon (under 20)        | \| 100 m (v.) \| Lungo (v.) \| Peso \| Alto \| 400 m \| 110 m hs (v.) \| Disco \| Asta \| Giavellotto \| 1500 m \| \| ---------------- \| ----------------- \| -------------- \| ------ \| ----- \| -------------------------- \| ------------------ \| ------ \| ----------- \| ------- \| \| 10"51 (-0,3 m/s) \| 7,06 m (+1,1 m/s) \| 12,83 m (6 kg) \| 2,10 m \| 46"86 \| 14"13 (-0,3 m/s) (99,0 cm) \| 47,39 m (1,750 kg) \| 4,60 m \| 53,67 m \| 4'42"65 \| |                                                                              |               |                   |                               |                    |        |             |         |
| Marcia 10000 m              | 39'27"19 | Daisuke Matsunaga                                                            | Giappone      | 25 luglio 2014    | Eugene, Stati Uniti d'America |                    |        |             |         |
| Staffetta 4×100 m           | 38"51 | Mihlali Xhotyeni Sinesipho Dambile Letlhogonolo Moleyane Benjamin Richardson | Sudafrica     | 22 agosto 2021    | Nairobi, Kenya                |                    |        |             |         |
| Staffetta 4×400 m           | 3'01"09 | Brandon Johnson LaShawn Merritt Jason Craig Kerron Clement                   | Stati Uniti   | 18 luglio 2004    | Grosseto, Italia              |                    |        |             |         |
| 100 m (v.)                  | Lungo (v.) | Peso                                                                         | Alto          | 400 m             | 110 m hs (v.)                 | Disco              | Asta   | Giavellotto | 1500 m  |
| 10"51 (-0,3 m/s)            | 7,06 m (+1,1 m/s) | 12,83 m (6 kg)                                                               | 2,10 m        | 46"86             | 14"13 (-0,3 m/s) (99,0 cm)    | 47,39 m (1,750 kg) | 4,60 m | 53,67 m     | 4'42"65 |

### Femminili
Statistiche aggiornate a Cali 2022.
| Specialità             | Prestazione | Atleta                                                           | Nazione          | Data              | Luogo                         |         |
| ---------------------- | --- | ---------------------------------------------------------------- | ---------------- | ----------------- | ----------------------------- | ------- |
| 100 m piani            | 10"95 (-0,1 m/s) | Tina Clayton                                                     | Giamaica         | 3 agosto 2022     | Cali, Colombia                |         |
| 200 m piani            | 21"84 (+1,1 m/s) | Christine Mboma                                                  | Namibia          | 21 agosto 2021    | Nairobi, Kenya                |         |
| 400 m piani            | 50"50 | Ashley Spencer                                                   | Stati Uniti      | 13 luglio 2012    | Barcellona, Spagna            |         |
| 800 m piani            | 1'59"13 | Rolsin Wills                                                     | Stati Uniti      | 3 agosto 2022     | Cali, Colombia                |         |
| 1500 m piani           | 4'04"96 | Faith Kipyegon                                                   | Kenya            | 15 luglio 2012    | Barcellona, Spagna            |         |
| 3000 m piani           | 8'41"76 | Beyenu Degefa                                                    | Etiopia          | 20 luglio 2016    | Bydgoszcz, Polonia            |         |
| 5000 m piani           | 15'08"06 | Genzebe Dibaba                                                   | Etiopia          | 21 luglio 2010    | Moncton, Canada               |         |
| 100 m ostacoli         | 12"85 (+2,0 m/s) | Ėl'vira Herman                                                   | Bielorussia      | 24 luglio 2016    | Bydgoszcz, Polonia            |         |
| 400 m ostacoli         | 54"70 | Lashinda Demus                                                   | Stati Uniti      | 19 luglio 2002    | Kingston, Giamaica            |         |
| 3000 m siepi           | 9'12"78 | Celliphine Chespol                                               | Kenya            | 13 luglio 2018    | Tampere, Finlandia            |         |
| Salto in alto          | 2,00 m | Alina Astafei                                                    | Romania          | 29 luglio 1988    | Sudbury, Canada               |         |
| Salto con l'asta       | 4,55 m | Angelica Moser                                                   | Svizzera         | 21 luglio 2016    | Bydgoszcz, Polonia            |         |
| Salto in lungo         | 6,82 m (+1,7 m/s) | Fiona May                                                        | Regno Unito      | 30 luglio 1988    | Sudbury, Canada               |         |
| Salto triplo           | 14,62 m (+1,0 m/s) | Tereza Marinova                                                  | Bulgaria         | 25 luglio 1996    | Sydney, Australia             |         |
| Getto del peso         | 18,76 m | Cheng Xiaoyan                                                    | Cina             | 21 luglio 1994    | Lisbona, Portogallo           |         |
| Lancio del disco       | 68,24 m | Ilke Wyludda                                                     | Germania Est     | 31 luglio 1988    | Sudbury, Canada               |         |
| Lancio del martello    | 71,64 m | Silja Kosonen                                                    | Finlandia        | 21 agosto 2021    | Nairobi, Kenya                |         |
| Lancio del giavellotto | 63,52 m | Adriana Vilagoš                                                  | Serbia           | 2 agosto 2022     | Cali, Colombia                |         |
| Eptathlon              | 6 470 punti | Carolina Klüft                                                   | Svezia           | 19-20 luglio 2002 | Kingston, Giamaica            |         |
| Eptathlon              | \| 100 m hs (v.) \| Alto \| Peso \| 200 m (v.) \| Lungo (v.) \| Giavellotto \| 800 m \| \| ---------------- \| ------ \| ------- \| ---------------- \| ---------------- \| ----------- \| ------- \| \| 13"53 (+1,2 m/s) \| 1,92 m \| 12,18 m \| 23"81 (+0,2 m/s) \| 6,19 m (0,0 m/s) \| 46,83 m \| 2'13"55 \| |                                                                  |                  |                   |                               |         |
| Marcia 10000 m         | 42'47"25 | Anežka Drahotová                                                 | Rep. Ceca        | 23 luglio 2014    | Eugene, Stati Uniti d'America |         |
| Staffetta 4×100 m      | 42"59 | Serena Cole Tina Clayton Kerrica Hill Tia Clayton                | Giamaica         | 5 agosto 2022     | Cali, Colombia                |         |
| Staffetta 4×400 m      | 3'27"60 | Alexandria Anderson Ashlee Kidd Stephanie Smith Natasha Hastings | Stati Uniti      | 18 luglio 2004    | Grosseto, Italia              |         |
| 100 m hs (v.)          | Alto | Peso                                                             | 200 m (v.)       | Lungo (v.)        | Giavellotto                   | 800 m   |
| 13"53 (+1,2 m/s)       | 1,92 m | 12,18 m                                                          | 23"81 (+0,2 m/s) | 6,19 m (0,0 m/s)  | 46,83 m                       | 2'13"55 |

### Misti
Statistiche aggiornate a Cali 2022.
| Specialità        | Prestazione | Atleta                                                     | Nazione     | Data          | Luogo          |
| ----------------- | ----------- | ---------------------------------------------------------- | ----------- | ------------- | -------------- |
| Staffetta 4×400 m | 3'17"69     | Charlie Bartholomew Madison Whyte Will Sumner Kennedy Wade | Stati Uniti | 2 agosto 2022 | Cali, Colombia |